# Institut d’aménagement et d’urbanisme de la région de l’Île-de-France
Das Institut d’aménagement et d’urbanisme de la région de l’Île-de-France (IAU) ist eine öffentlich-rechtliche Stiftung, deren Aufgabe einer Agentur zur Stadtentwicklung der Region Île-de-France entspricht.
Die Einrichtung ist sowohl in Frankreich als auch international tätig.

## Geschichte
Das Institut wurde nach einem Erlass (Dekret) vom 4. Mai 1960 unter dem Namen IAURP (Institut d’aménagement et d’urbanisme de la Région parisienne) aus Anlass der ersten Erstellung eines Entwicklungsplans für die Île de France geschaffen. Paul Delouvrier, der damals Abgeordneter des Distrikts der Region Paris und dann Prefekt und Vizepräsident der Direktion für die Entwicklung des Gebiets war, wird sowohl als der Vater der „Ville nouvelle“ als auch der IAURP angesehen.
Das IAURP wurde 1976 zum IAURIF (Institut d’aménagement et d’urbanisme de la région d’Île-de-France). 2008 wurde das Logo und der Schriftzug geändert und die Einrichtung heißt ab dann IAU Île-de-France.
Am 2. Aug. 1960 erfolgte die Anerkennung als im öffentlichen Interesse liegend und wurde (seit 1983) dem Conseil régional d’Île-de-France unterstellt. Somit ist der Präsident des conseil régional auch der Vorsitzende der IAU.

## Organisation

### Aktivitäten
Die IAU erarbeitet Studien zur französischen und internationalen Stadtentwicklung, gibt dem Conseil régional d’Île-de-France technische Unterstützung und unterhält ein öffentliches Dokumentationszentrum. Es ist in verschiedene Abteilungen gegliedert, die folgende Felder bearbeiten:
- Stadtplanung und Raumordnung
- Demografie, Siedlungsgeographie, Ausrüstungen, Verwaltung, Finanzierung
- Wirtschaftsfragen und lokale Entwicklung
- Umweltfragen und Nachhaltige Entwicklung
- Mobilität und Verkehrswesen
- Fragen zur (öffentlichen) Sicherheit
- kommunale Gesundheitspolitik
- kommunale Sportpolitik
- Informationstechnologie und Geoinformationssysteme
- internationale Aktionen

Die großen raumordnerischen Umgestaltungen innerhalb der Île-de-France im Laufe der Zeit wurden von der IAU entworfen und gestaltet (Ville nouvelle, RER, regionalen Naturparks etc.)
Die IAU hat auf internationaler Ebenen mehr als 50 Studien begleitet.

### Verwaltungsrat
Die IAU wird von einem Verwaltungsrat aus 26 Mitgliedern unter dem Vorsitz des jeweiligen Präsidenten des Regionalrats der Île-de-France geführt.

### Generaldirektoren
Die Generaldirektoren an der Spitze der IAU Île-de-France hatten bis 2004 alle den Abschluss der École des Ponts ParisTech; sie standen somit in der Tradition, die vom Staat vor der Dezentralisation so gewollt war.
Die letzten Generaldirektoren waren demnach:
- Pierre Pommellet (1982–1993)
- Jean-Pierre Dufay (1993–2002)
- Hervé Gay (2002–2004)
- François Dugeny (2004–2014)

Gegenwärtig ist Valérie Mancret-Taylor die Generaldirektorin. Sie hat den seit 1993 eingeführten Abschluss mit dem Titel staatlich geprüfter Architekt und Stadtplaner

### Sitz
Am Firmensitz des Instituts (Paris, 15. Bezirk, 15 rue Falguière) hatte die Zeitschrift Le Monde in den Jahren 1990 bis 1996 auch ihren Geschäftssitz. Es handelt sich um ein altes Werkstattgebäude, das nach dem Krieg um 1950 gebaut wurde; nach der Aufgabe der Werkstatt wurde es Eigentum der Versicherungsgruppe GAN und dann Gegenstand eines Architektenwettbewerbs (1988–1989) zur Umgestaltung. 1990 haben es die Architekten Pierre du Besset und Dominique Lyon umgebaut und 1998 umgestaltet. Sie nutzen zwei freie Ebenen, die durch einen Lichtschacht in der Mitte beleuchtet werden. Die Fassade ziert ein gebogenes Glas mit einem Radius von 42 m.

## Veröffentlichungen
Das IAU Île-de-France veröffentlicht das Ergebnis seiner Arbeit in verschiedenen Publikationen:
- Les Cahiers
- Les Note rapide
- Les Atlas
- Les Carnets pratiques
- Les Mémentos de l’environnement
- Les rapports d’études
- Le site internet
- La Newsletter mensuelle
- Die Kennzahlen zusammen mit der Handelskammer der Region Île-de-France und dem Institut national de la statistique et des études économiques Île-de-France.